# Perditorulus
Perditorulus är ett släkte av steklar. Perditorulus ingår i familjen finglanssteklar.

## Dottertaxa tillPerditorulus, i alfabetisk ordning[1]
- Perditorulus abruptus
- Perditorulus aduncus
- Perditorulus ancylus
- Perditorulus anfractus
- Perditorulus angustatus
- Perditorulus anticus
- Perditorulus apophysis
- Perditorulus avirostris
- Perditorulus batmani
- Perditorulus bicalcaratus
- Perditorulus bidenticulatus
- Perditorulus bifidus
- Perditorulus bilobus
- Perditorulus calcaratus
- Perditorulus camelloides
- Perditorulus carcharus
- Perditorulus caritus
- Perditorulus catatonus
- Perditorulus celaenus
- Perditorulus coangustatus
- Perditorulus concavus
- Perditorulus crassiscapus
- Perditorulus cyclius
- Perditorulus dactyloides
- Perditorulus deltoideus
- Perditorulus diastatus
- Perditorulus dimidiatus
- Perditorulus divergatus
- Perditorulus doliodes
- Perditorulus drepanoides
- Perditorulus evanescens
- Perditorulus falcispinus
- Perditorulus faretus
- Perditorulus fastigatus
- Perditorulus flexilis
- Perditorulus geniculatus
- Perditorulus goniodes
- Perditorulus grandiculus
- Perditorulus hastatus
- Perditorulus hypermecius
- Perditorulus insternatus
- Perditorulus insulensis
- Perditorulus languidiscapus
- Perditorulus liboides
- Perditorulus lichanodes
- Perditorulus lingulatus
- Perditorulus longiparameratus
- Perditorulus magnicaulis
- Perditorulus maurus
- Perditorulus megadrilus
- Perditorulus microdrilus
- Perditorulus misculus
- Perditorulus mucronatus
- Perditorulus nebulaensis
- Perditorulus ooides
- Perditorulus oresbios
- Perditorulus pagophilus
- Perditorulus parameratulus
- Perditorulus parvispinus
- Perditorulus paxillus
- Perditorulus penicillatus
- Perditorulus phoxus
- Perditorulus pilonensis
- Perditorulus pilosus
- Perditorulus pinguiscapus
- Perditorulus pisinnus
- Perditorulus planiscapus
- Perditorulus porcodon
- Perditorulus prominulus
- Perditorulus punctiscapus
- Perditorulus putumayoensis
- Perditorulus rhamphodes
- Perditorulus segregatus
- Perditorulus sicilodes
- Perditorulus sinuiscapus
- Perditorulus stenodrilus
- Perditorulus strictus
- Perditorulus strongylus
- Perditorulus trispinus
- Perditorulus unispinus
- Perditorulus venezolensis
- Perditorulus verticillatus
- Perditorulus woolleyi
- Perditorulus zanclus
- Perditorulus zolnerowichi